# خلع مفصل المرفق
خلع مفصل المرفق (Elbow dislocation)هي حالة  تحدث عندما لا يكون عظم العضد على اتصال طبيعي مع عظم الزند عند مفصل الكوع. وتشمل الأعراض تشوهًا و ألمًا شديدًا في المرفق. وقد تشمل المضاعفات تصلب المرفق أو تناقص في نطاق حركته.
السبب الرئيسي وراء الحالة المرضية عادة هو  التعرض لإصابة ما مثل السقوط، إذ تعد رياضتيّ  المصارعة والجمباز من بين الرياضات الشائعة التي تسبب الحالة. وتتضمن الآلية الكامنة وراء الإصابة على الأقل إصابة الأربطة المحيطة بالمرفق، حيث يُدعم التشخيص بالأشعة السينية. تتفاوت الحالات من بسيطة (75%) في حال عدم وجود كسر،إلى معقدة إذا كان ثمة كسور في المنطقة.
يتضمن العلاج الأولي ردّ المفصل.وبعد ذلك، يمكن وضع جبيرة خلف المرفق أو حمالة بزاوية 90 درجة. قد تكون الجراحة ضرورية فقط إذا خلع المفصل مرة أخرى بعد ردّه، أو إذا كان ثمة كسر.إضافة إلى ذلك، يوصى بممارسة تمارين زيادة نطاق الحركة المبكرة.
خلع مفصل المرفق حالة غير شائعة. فعلى الرغم من أنها ثاني أكثر حالات خلع المفاصل الكبيرة شيوعًا، إلا أنها تحدث لدى حوالي 1 من بين كل 20,000 شخص سنويًا.إذ يصاب بهذه الحالة غالبًا  الأشخاص الذين تتراوح أعمارهم بين 10 و20 عامًا، وهي أكثر شيوعاً لدى الذكور منها لدى الإناث.